# Neochlamisus cribripennis
Neochlamisus cribripennis är en skalbaggsart som först beskrevs av J. L. Leconte 1878.  Neochlamisus cribripennis ingår i släktet Neochlamisus och familjen bladbaggar. Inga underarter finns listade i Catalogue of Life.